# When You Believe
"When You Believe" é uma canção do filme de animação musical da DreamWorks, The Prince of Egypt (1998). Foi composto por Stephen Schwartz. Uma versão pop de "When You Believe", com músicas e letras adicionais do escritor e produtor Babyface, também foi gravada para o filme pelas artistas musicais estadunidenses Whitney Houston e Mariah Carey pelos créditos finais do filme e o álbum de trilha sonora do projeto. Além disso, a música foi apresentada no quarto álbum de estúdio de Houston, My Love Is Your Love e o primeiro álbum de compilação de Carey, #1's. A versão original da música, apresentada na parte narrativa do filme, é executada por Sally Dworsky, Michelle Pfeiffer e um coral infantil. "When You Believe" é descrito como uma grande balada, com letras significativas e inspiradoras, descrevendo a capacidade que cada individuo tem de realizar milagres quando acredita em Deus.
A música recebeu críticas mistas de críticos de música e experimentou um sucesso moderado, chegando ao número 15 na Billboard Hot 100, apesar da atenção intensa da mídia e da promoção ao vivo. Conseguiu melhores gráficos em toda a Europa e outras nações, alcançando o número um na Hungria, chegando ao top cinco na Bélgica, Espanha, França, Islândia, Itália, Noruega, Países Baixos, Suécia, Reino Unido e Suíça. "When You Believe" foi premiado com o Oscar de Melhor Canção Original na 71ª cerimônia anual em 21 de março de 1999. Antes da apresentação da música naquela noite, Schwartz deixou o nome de Babyface na folha de inscrição. Ele achava que, porque as adições que Babyface adicionou à música não figuravam na versão real do filme, ele não merecia créditos de escrita. No entanto, enquanto Babyface não recebeu o Oscar, Carey e Houston apresentaram sua versão da música, porque estavam mais familiarizadas com ela do que a do filme. Antes de sua apresentação no Oscar, elas cantaram em 26 de novembro de 1998, no The Oprah Winfrey Show, promovendo a música e os dois álbuns.
A música contou com dois videoclipes. O primeiro e mais comumente visto vídeo foi filmado no centro de artes cênicas da Academia de Música do Brooklyn . O vídeo apresenta as duas cantoras e começa com Houston e Carey se apresentando para um grande auditório, dando a ilusão de um show. No final do vídeo, as cenas do filme são projetados no concerto em uma tela grande, enquanto elas cantam o verso final. O vídeo alternativo foi lançado apenas no especial da NBC, When You Believe: Music Inspired by the Prince of Egypt, transmitido em 13 de dezembro de 1998. Apresenta uma sinopse semelhante, com as duas cantoras se apresentando em um grande palco de uma antiga pirâmide egípcia.

## Antecedentes e composição
É uma espécie de música com mensagem. É disso que se trata 'Prince of Egypt', Moisés. Se algum dia nos reuniríamos em algum tipo de álbum, este é definitivamente o certo, e realmente a coisa mais legal para mim é que, depois de todo o drama e todo mundo fazendo isso como se tivéssemos uma rivalidade, ela foi muito legal e nos divertimos muito no estúdio. E assim, sem nada mais, foi uma boa experiência...E então, pelo menos, foi uma boa experiência".

—Carey, ao trabalhar com Houston no estúdio, durante uma entrevista ao Vibe.
Quando Carey lançou seu primeiro trabalho de compilação, o #1's, "When You Believe", foi incluído na lista de faixas. De acordo com Carey, a música foi incluída porque ela sentiu que era "um milagre" que ela e Houston colaborassem em um álbum. Durante o desenvolvimento de All That Glitters (um filme em que Carey estava trabalhando na época, mais tarde conhecido como Glitter), ela foi apresentada a Jeffrey Katzenberg, co-proprietário da DreamWorks, que perguntou se ela gravaria a música "When You Believe" para a trilha sonora do filme de animação The Prince of Egypt. Houston, por outro lado, foi introduzida ao projeto através de Kenneth "Babyface" Edmonds, com quem colaborou em seu álbum, My Love Is Your Love. Depois que o filme foi exibido separadamente, ambas ficaram muito entusiasmados com a participação no projeto.
A música foi co-escrita por Stephen Schwartz e Babyface, que também produziu a música. Babyface expressou como ele passou por mais de uma versão da música e descreveu sua produção como uma bela balada de cinema que era algo diferente de qualquer coisa que ele, Carey ou Houston já haviam gravado anteriormente. Em uma entrevista a Vibe, Carey disse que "gostou da música do jeito que era". Ela a caracterizou como "uma grande balada, mas de uma maneira inspiradora" e negou especulações de que houvesse rivalidade ou animosidade entre ela e Houston antes da gravação: "Eu nunca conversei com ela até isso. Nunca tivemos qualquer problema entre nós. A mídia e todo mundo fizeram disso um problema". em uma entrevista ao Ebony, Houston falou sobre seu relacionamento com Carey:

Gostei muito de trabalhar com ela. Mariah e eu nos demos muito bem. Nós nunca conversamos e nunca cantamos juntas antes. Nós apenas nunca tivemos a chance de desenvolver amizade, cantora a cantora, artista a artista, esse tipo de coisa. Nós apenas rimos e conversamos e cantamos... É bom saber que duas damas do soul ainda podem ser amigas. Conversamos sobre fazer outras coisas juntas, em termos empresariais, o que é legal, porque aquela garota tem uma mente boa e vívida. Ela é uma senhora inteligente. Eu realmente gosto da Mariah.

Enquanto os duas continuavam expressando sentimentos positivos uma pela outra, os tablóides começaram a escrever o contrário. Houve alegações de que as duas teriam má vontade uma contra a outra e que elas tiveram que gravar a música separadamente devido à tensão constante. Enquanto a especulação da mídia cresceu à medida que a data de lançamento do filme se aproximava, as duas cantoras afirmaram que haviam se tornado amigas íntimas e que tinham apenas coisas positivas a dizer uma sobre a outra.

## Composição
Originalmente, Schwartz compôs a versão cinematográfica de "When You Believe", cantada no filme pelos personagens de Tzipporah (Michelle Pfeiffer) e Miriam (Sally Dworsky). A melodia principal é baseada em uma composição folclórica tradicional chinesa, a Dança do Povo Yao. Apresentava alguma instrumentação diferente da original e usava linhas de canto infantil do Livro do Êxodo (o Cântico do Mar) em hebraico.
Para dar à música um apelo mais amplo para as rádios pop, Edmonds mudou alguns dos instrumentos da música e substituiu o coral infantil por um gospel. Sua versão foi considerada mais "comercial" e faria a música "ajudar a vender o filme". A versão original de Schwartz foi intitulada "When You Believe", enquanto a versão aprimorada de Edmonds foi intitulada "The Prince of Egypt (When You Believe)". "When You Believe" é uma balada de ritmo lento, que incorpora os gêneros pop e R&B contemporâneo. Uma mudança importante separa as partes solo de Houston e Carey da música. Durante a última ponte e coro, cantores de fundo se juntam à música, dando-lhe um "som estratificado", enquanto a voz de Houston e Carey se apaga na ponte. Depois que "When You Believe" foi escrito, Babyface adicionou instrumentação adicional, bem como uma ponte final.
A música é definida em tempo comum. O verso de Houston está escrito na clave de Si menor e apresenta um básica progressão de acordes da A-G1, e a música modula o Ré maior para ela no coro. Seus vocais na música variam da nota de F3 a F5. O verso de Carey é definido na mesma tecla, mas a música muda para Mi maior para seu refrão. Seu alcance vocal na música abrange desde a nota baixa de E3 até a nota alta de Lá6, abrangendo mais oitavas do que a voz de Houston na música. A tecla da música muda novamente no último refrão, para Fá sustenido maior. Steve Jones, do USA Today, chamou a música de "um dueto crescente" e sentiu que a música seria capaz de atrair muitos tipos de ouvintes e "cruzar todos os gêneros".

## Conteúdo lírico
The Prince of Egypt é uma adaptação da história bíblica do Livro do Êxodo. "When You Believe" é cantado no filme pelos personagens Tzipporah e Miriam, e um coro de pessoas que partem da escravidão do Egito para o Mar Vermelho e a Terra Prometida. As protagonistas desta balada lembram de tempos difíceis que as levaram a questionar sua própria fé: elas oraram por muitas noites a Deus, mas essas orações pareceram sem resposta e agora se perguntam se sua fé foi apenas uma perda de tempo. No entanto, as personagens principais percebem que, embora os tempos possam ser difíceis, sua fé deve permanecer forte. Como ponte, um coro de crianças canta trechos do Cântico do Mar em hebraico.
O rascunho original da música usava a letra "você pode fazer milagres quando acredita", mas isso parecia implicar que o crente, não Deus, era responsável por realizar milagres; a letra foi posteriormente alterada para "pode haver milagres quando você acredita".
Houston havia cantado em um coral da igreja enquanto crescia, e Carey sempre se conectou à sua fé através da música, especialmente em momentos difíceis. Essa música se tornou uma das muitas razões pelas quais as duas cantoras estavam tão interessados no projeto. Cada uma delas sentiu que espalhar a fé em Deus era um aspecto importante e honroso de sua carreira. Ao descrever a letra e a mensagem da música, Houston disse o seguinte em uma entrevista ao Ebony:

Uma balada poderosa; [o compositor] Stephen Schwartz é um gênio. Você tem que ser um filho de Deus para entender a profundidade dessa música. Mariah e eu fizemos o que sentimos. Nós dois nos sentimos muito conectados à música por causa do nosso passado. O que posso dizer? (É) Apenas uma música linda. Que letra! Não posso falar sobre isso - apenas ouça.

## Recepção e elogios
"When You Believe" recebeu uma crítica mista de David Browne, editor da Entertainment Weekly. Ele deu um C- e escreveu "[a música tem] muita seiva, os áceres ficam com ciúmes". Ele chamou o aspecto religioso da música de "insípido" e sentiu sua mensagem de inspiração forçada e genérica. Enquanto Stephen Thomas Erlewine da AllMusic, estava revisando a trilha sonora do Prince of Egypt, ele chamou esse dueto de "inesperado - e inesperadamente monótono". Paul Verna, da Billboard, chamou "When You Believe" de um dueto "poderoso", e mais tarde destacou a música enquanto revisava o álbum de Houston.
"When You Believe" ganhou o Oscar de Melhor Canção Original no na cerimônia de 1999 do prêmio, e o Critics Choice Award de Melhor Canção no 4º Critics Choice Awards. Também foi indicado para Melhor Canção Original (em um Filme) no Globos de Ouro de 1999, e Melhor Canção Escrita Especificamente para um Filme ou Televisão no Grammy Awards de 2000.

## Desempenho comercial
A música se apresentou moderadamente nos Estados Unidos, apesar da apresentação do The Oprah Winfrey Show e do Oscar 1999. Ele alcançou a posição número 15 no Hot 100 e número três no Adult Contemporary Chart ambos da Billboard. Em 24 de março de 1999, após flutuar nas paradas americanas, a música foi certificada em ouro pela Recording Industry Association of America (RIAA), denotando remessas de mais de 500.000 unidades. No Canadá, a música estreou no RPM Singles Chart no número 66 da edição de 7 de dezembro de 1998 e atingiu o número 20 na edição de 25 de janeiro de 1999. Ele esteve presente no gráfico por um total de dez semanas.
A música tocou moderadamente na Austrália, onde entrou no número 25 na parada de singles da ARIA durante a semana de 6 de dezembro de 1998. Permaneceu na parada por 14 semanas, passando sua última semana na parada no número 50; foi certificado em ouro pela Australian Recording Industry Association (ARIA), denotando a comercialização de mais de 35.000 unidades. Na Nova Zelândia, alcançou o número oito na parada de singles e passou nove semanas flutuando na parada de singles. "When You Believe" experimentou seu mais alto gráfico na Europa. Na Alemanha, alcançou o número oito na parada alemã de singles e foi certificado em ouro pela Bundesverband Musikindustrie, denotando remessas de mais de 250.000 unidades. Na Bélgica, alcançou o número cinco no Flanders Ultratop 50 e alcançou o número quatro e passou 20 semanas no Ultratop Wallonian 40. Durante a semana de 5 de dezembro de 1998, "When You Believe" entrou no Top 40 holandês no número cinquenta e quatro. A música passou 21 semanas na parada de singles e chegou ao número quatro. Devido às fortes vendas em single, a música entrou na parada finlandesa de singles no número 10, no entanto, passou apenas uma semana na parada. Na França, a música entrou no French Singles Chart no número 14 em 5 de dezembro de 1998 e, eventualmente, atingiu o número cinco. Depois de passar 20 semanas flutuando na parada de singles, foi certificado como prata pelo Syndicat National de l'Édition Phonographique (SNEP). A música atingiu o número sete na Irlanda, onde passou 11 semanas no Irish Singles Chart.
Na Noruega, "When You Believe" entrou no número três na lista da VG-lista e alcançou o número dois, passando três semanas consecutivas no cargo. Foi certificado como platina pela International Federation of the Phonographic Industry (IFPI) e passou 15 semanas no gráfico. A música alcançou o número dois na Suécia e na Suíça, passando 20 e 24 semanas nas paradas de singles, respectivamente. O IFPI certificou a música platina na Suécia e ouro na Suíça. "When You Believe" passou por altos gráficos no Reino Unido. Ele alcançou o número quatro na parada de singles do Reino Unido durante a semana de 19 de dezembro de 1998 e passou 14 semanas no gráfico. A partir de 2010, as vendas da música no Reino Unido são estimadas em 260.000 unidades.

## Vídeos musicais
O videoclipe do single foi filmado na Academia de Música do Brooklyn durante o outono de 1998. O vídeo começa com Houston entrando em uma pequena arena enquanto ela começa a cantar o primeiro verso da música. Quando ela termina sua parte, Carey também aparece no palco, realizando o segundo verso e refrão. O vídeo se passa em um estúdio sombrio, acentuado por cenários, cenários e cenas egípcias inspirados em The Prince of Egypt. Uma platéia está à disposição para imitar um casa de shows, aplaudindo as duas cantoras. Ocasionalmente, cenas de vídeo caseiro de Carey e Houston aparecem ao longo do vídeo, bem como cenas dos momentos finais do filme, durante a divisão do Mar Vermelho. O vídeo termina quando a sala é iluminada e as duas cantoras são acompanhados por um grande coral. Enquanto completam a música, Carey e Houston são aplaudidas de pé pela multidão e saem do estúdio juntas, caminhando lado a lado enquanto desaparecem ao longe. Para o vídeo, Carey e Houston usavam vestidos pretos decotados semelhantes, enquanto Carey exibia um penteado longo e reto, e Houston um corte pixie.
O vídeo alternativo da música apresenta uma sinopse semelhante, onde Houston começa a cantar a música em um grande altar de pedra no meio de um auditório. Quando ela termina seu verso, Carey é vista subindo a rampa ao fundo, juntando-se a Houston para seu verso. Elas continuam cantando a música juntas, ficando lado a lado e de mãos dadas. Depois de terminar a música, as duas cantoras saem juntas do auditório como no primeiro vídeo, simulando duas amigas aproveitando o tempo juntas. Ambos os vídeos são muito parecidos, apenas a versão alternativa não apresenta a plateia, coral ou imagens, apenas a dupla cantando juntos no topo do altar de pedra. Nesta versão do vídeo, Houston usa um vestido longo sem alças marrom e apresenta um corte de cabelo na altura dos ombros. Carey, por outro lado, apresenta longos cachos castanhos e veste um vestido verde-oliva.

## Apresentações ao vivo
A dupla apresentou a música ao vivo no The Oprah Winfrey Show em 26 de novembro de 1998. Além da apresentação conjunta, Houston e Carey cantaram seus próprios singles na época, "I Learned from the Best" e "I Still Believe", respectivamente. Além disso, eles cantaram a música ao vivo na 71º edição do Oscar  em 21 de março de 1999. Antes da apresentação, elas deveriam ensaiar juntas alguns dias antes de sua aparição programada. Houston, no entanto, ligou doente e teve que faltar no ensaio. Alegadamente, sua desculpa não foi aceita bem, com executivos da academia chamando de "uma história de besteira". Conti, o arranjador musical da academia, encontrou uma jovem cantora para tomar o lugar de Houston, Janis Uhley. Antes da apresentação, Carey desceu o palco com uma blusa branca e jeans, enquanto a coreógrafa Debbie Allen liderava os cantores de fundo. Quando começaram a apresentação, Carey esqueceu a letra e parou, enquanto Uhley começou a cantar com uma "teatralidade e entusiasmo". Seu desempenho arrogante não foi bem aceito pelos diretores, que o chamaram de "inapropriado e enervante". Depois que ela foi removida do palco, uma nova data foi escolhida para o ensaio, que acomodaria a agenda de Houston e Carey.
Na noite seguinte, após o início do ensaio, as duas cantoras tiveram problemas para apresentar a versão cinematográfica da música. Após horas de prática e confusão, chegaram a um acordo; elas cantariam uma mashup do filme e versões únicas, que apresentavam uma ponte e instrumentação adicionais de Edmonds. Para a cerimônia do Oscar, Houston e Carey usavam vestidos brancos combinando, simbolizando "humildade e simplicidade". Houston entrou na arena, realizando seu verso, seguido por Carey. À medida que o final da música se aproximava, um coral gospel completo se juntou à performance, desde grandes andaimes dourados em suspensão, todos vestindo grandes túnicas brancas. Depois que o original foi indicado ao Oscar, Schwartz se recusou a dar a Edmonds créditos por escrito nos formulários de indicação enviados à academia.
Em 2016, Carey apresentou a música em sua The Sweet Sweet Fantasy Tour com Houston aparecendo no telão, a apresentação foi feita em homenagem a ela, uma vez que Houston morreu quatro anos antes da turnê.

## Versões cover
"When You Believe" foi apresentado por Candice Glover, concorrente e vencedora da décima segunda temporada do show American Idol. Uma gravação em estúdio da música também foi lançada como single no iTunes. Glover apresentou "When You Believe" no American Idol na noite temática "Divas" em 17 de abril de 2013. O desempenho de Glover foi recebido com elogios dos juízes do programa e foi geralmente considerado o melhor desempenho da noite. A Rolling Stone escreveu que Glover "deixou os juízes em pé" com sua performance "impecável". Mariah Carey ficou emocionado com a performance e elogiou Glover por fazer justiça à música. Nicki Minaj exalou no final da performance que "E é assim que você faz uma música de Mariah Carey/Whitney Houston". Da mesma forma, a Billboard chamou a performance de Glover de "melhor apresentação da noite" e comentou sobre a apresentação vocal de que "ela sabe exatamente quando chegar ao ponto ideal de uma música, construindo até esse ponto com contenção magistral". A MTV News comentou que Glover "matou positivamente" a música.
A música foi gravada pelo grupo musical irlandês Celtic Woman e lançada como single do seu quinto álbum de estúdio, Celtic Woman: Songs from the Heart (2010). A música também aparece no lançamento japonês de seu sétimo álbum de estúdio, Celtic Woman: Believe (2011). A música apresenta vocais de uma das cantoras do grupo, Chloë Agnew. Em uma entrevista para a Chicago Music Magazine, Chloë Agnew descreveu a letra da música como "realmente incrível". Ela afirmou que "é uma música que eu escuto e gostaria de ter escrito. É realmente muito especial. Acho que muitas pessoas encontraram força e esperança nas letras. Foi realmente gratificante conhecer e conversar com pessoas de nossa os eventos aparecem e me dizem o quanto essa música significa para eles e como os ajudou". A cantora irlandesa Chloë Agnew gravou a faixa para seu álbum de estreia Chloë (2002). "When You Believe" foi gravado pelo vencedor do The X Factor, Leon Jackson em dezembro de 2007, com letras ligeiramente alteradas no segundo verso, removendo algumas nuances religiosas da música. O single estava disponível para download a partir da meia-noite, após o resultado do show, em 15 de dezembro de 2007, e um CD foi lançado no meio da semana, em 19 de dezembro de 2007. Isso era incomum, como a maioria dos novos singles. foram lançados na segunda-feira para obter vendas máximas no UK Singles Chart no domingo seguinte. As exceções incluíram os dois vencedores anteriores do X Factor, cujos singles foram lançados dessa maneira, para que eles possam competir para ser o single número um do Natal, onde todos se tornaram. Um vídeo para o single foi feito por cada um dos quatro finais da série; Jackson, Rhydian Roberts , Same Difference e Niki Evans. No entanto, apenas a versão do vencedor da música e vídeo foi lançada. A música terminou 2007 como o quarto single mais vendido do ano no Reino Unido e permaneceu o número um em 2008. No entanto, só conseguiu permanecer no top 40 por sete semanas, apesar de estar no topo da parada por três semanas. Também logo desapareceu do top 100 e desapareceu no final de fevereiro.
Em 2011, a vencedora da primeira temporada do The X Factor, Melanie Amaro fez um cover dessa música durante a performance ao vivo.
Em 2014, a música foi apresentada ao vivo por Teodora Sava aos 13 anos, em dueto com Nico, como convidada especial do show de talentos infantis romenos Next Star.

## Desempenho nas paradas musicais
| Tabela musical (1998–99)                      | Melhor posição |
| --------------------------------------------- | -------------- |
| Alemanha (Official German Charts)             | 8              |
| Austrália (ARIA)                              | 13             |
| Áustria (Ö3 Austria Top 75)                   | 6              |
| Bélgica (Ultratop 50 de Flandres)             | 5              |
| Bélgica (Ultratop 50 da Valônia)              | 4              |
| Canadá (Canadian Singles Chart)               | 26             |
| Canadá (RPM)                                  | 20             |
| Escócia (Scottish Singles Chart)              | 6              |
| Espanha (PROMUSICAE)                          | 2              |
| Estados Unidos (Billboard Hot 100)            | 15             |
| Estados Unidos (Billboard Adult Contemporary) | 3              |
| Estados Unidos (Billboard Adult Top 40)       | 37             |
| Estados Unidos (Billboard R&B/Hip-Hop Songs)  | 33             |
| Estados Unidos (Billboard Mainstream Top 40)  | 35             |
| Estados Unidos (Billboard Rhythmic)           | 35             |
| Europa (European Hot 100 Singles)             | 2              |
| Finlândia (Suomen virallinen lista)           | 10             |
| França (SNEP)                                 | 5              |
| Grécia (IFPI)                                 | 2              |
| Hungria (Mahasz)                              | 1              |
| Islândia (Íslenski Listinn Topp 40)           | 2              |
| Irlanda (IRMA)                                | 7              |
| Itália (Musica e dischi)                      | 5              |
| Japão (Oricon Singles Chart)                  | 45             |
| Noruega (VG-lista)                            | 2              |
| Nova Zelândia (Recorded Music NZ)             | 8              |
| Países Baixos (Dutch Top 40)                  | 5              |
| Países Baixos (Single Top 100)                | 4              |
| Reino Unido (UK Singles Chart)                | 4              |
| Suécia (Sverigetopplistan)                    | 2              |
| Suíça (Schweizer Hitparade)                   | 2              |

| Tabela musical (1998)                         | Melhor posição |
| --------------------------------------------- | -------------- |
| Austrália (ARIA)                              | 79             |
| Bélgica (Ultratop 50 Flanders)                | 70             |
| Bélgica (Ultratop 50 Wallonia)                | 57             |
| Canadá (RPM Adult Contemporary)               | 89             |
| França (SNEP)                                 | 86             |
| Países Baixos (Dutch Top 40)                  | 151            |
| Reino Unido (Official Charts Company)         | 110            |
| Suécia (Sverigetopplistan)                    | 42             |
| Tabela musical (1999)                         | Melhor posição |
| Alemanha (Official German Charts)             | 37             |
| Áustria (Ö3 Austria Top 40)                   | 33             |
| Bélgica (Ultratop 50 Flanders)                | 58             |
| Bélgica (Ultratop 50 Wallonia)                | 58             |
| Canadá (RPM Adult Contemporary)               | 60             |
| Estados Unidos (Billboard Hot 100)            | 99             |
| Estados Unidos (Billboard Adult Contemporary) | 19             |
| França (SNEP)                                 | 64             |
| Países Baixos (Dutch Top 40)                  | 50             |
| Países Baixos (Single Top 100)                | 34             |
| Romênia (Romanian Top 100)                    | 42             |
| Suécia (Sverigetopplistan)                    | 32             |
| Suíça (Schweizer Hitparade)                   | 6              |

## Vendas e certificações
| Região                                                                                             | Certificação | Vendas   |
| -------------------------------------------------------------------------------------------------- | ------------ | -------- |
| Alemanha (BVMI)                                                                                    | Ouro         | 250,000^ |
| Austrália (ARIA)                                                                                   | Ouro         | 35,000^  |
| Bélgica (BEA)                                                                                      | Platina      | 50,000*  |
| Estados Unidos (RIAA)                                                                              | Ouro         | 500,000^ |
| França (SNEP)                                                                                      | Ouro         | 250,000* |
| Noruega (IFPI Noruega)                                                                             | Platina      | 10,000*  |
| Reino Unido (BPI)                                                                                  | Prata        | 260,000  |
| Suécia (GLF)                                                                                       | Platina      | 30,000^  |
| Suíça (IFPI Suíça)                                                                                 | Ouro         | 25,000^  |
| *números de vendas baseados somente na certificação ^distribuições baseadas apenas na certificação |              |          |